# ليونيل ألفيس (لاعب كرة قدم)
ليونيل ألفيس (بالبرتغالية: Leonel Ucha‏) هو لاعب كرة قدم غيني بيساوي في مركز الوسط، ولد في 9 مايو 1988 في غينيا بيساو. شارك مع منتخب غينيا بيساو لكرة القدم. أما مع النوادي، فقد لعب مع Académico de Viseu F.C. ‏.

## وصلات خارجية
- ليونيل ألفيس (لاعب كرة قدم) على موقع قاعدة بيانات كرة القدم.إي يو (الإنجليزية)
- ليونيل ألفيس (لاعب كرة قدم) على موقع ناشيونال فوتبول تيمز (الإنجليزية)
- ليونيل ألفيس (لاعب كرة قدم) على موقع Soccerway.com (الإنجليزية)